# Heiko Mathias Förster
Heiko Mathias Förster (* 1966 Crivitz, Německo) je německý dirigent, od roku 2014 šéfdirigent Janáčkovy filharmonie Ostrava.

## Kariéra
Narodil se v meklenburském městě Crivitz. Od svých 4 let hrál na klavír, v 6 letech byl přijat na konzervatoř ve Schwerinu a v roce 1976 se stal laureátem národní klavírní soutěže.
Poté se však věnoval studiu dirigování. Ještě během studia začal působit v Braniborském divadle v Braniboru nad Havolou a v roce 1989, ve svých 23 letech se stal šéfdirigentem zdejšího divadelního orchestru, který se po sjednocení Německa přejmenoval na Braniborský symfonický orchestr (Brandenburger Symphoniker). Zde působil po dalších 9 sezón, během nichž řídil na 500 koncertů a 32 operních a operetních premiér. Mimo jiné podnikl v roce 1994 s orchestrem turné do USA, v roce 1997 do Jižní Afriky. V roce 1993 se stal také hlavním hudebním ředitelem města Brandenburg.
V roce 1999 nastoupil jako šéfdirigent Mnichovských symfoniků, kde působil do konce sezóny 2005/2006. S orchestrem odřídil téměř 450 koncertů. Své sedmileté působení završil koncertním provedením všech Beethovenových symfonií v mnichovském Divadle prince regenta. Hostoval také u dalších orchestrů a etabloval se jako operní dirigent při Mezinárodním hudebním festivalu Gut Immling v Chiemgau. Dlouhodobě se zabýval interpretačními možnostmi hudby Richarda Wagnera. Společně s režisérem Vicco von Bülowem realizoval např. v roce 2000 v Mnichově, Salcburku a Vídni projekt „Prsten v jednom večeru“ (Der Ring an einem Abend) a o tři roky později uvedl vlastní orchestrální verzi Wagnerova Prstenu Nibelungova pod názvem „Prsten beze slov" (Der Ring ohne Worte).
V září 2007 se stal hudebním ředitelem Nové filmarmonie Vestfálsko, jednoho z největších orchestrů v Německu. V jejím čele působil do roku 2014. Mezi úspěšná představení z tohoto období se řadí Verdiho Othello, Saint-Saënsův Samson a Dalila, Korngoldovo Mrtvé město či německá premiéra opery Isaaca Albénize Merlin.
V roce 2014 nastoupil jako šéfdirigent do ostravské Janáčkovy filharmonie, s níž koncem května podepsal tříletou smlouvu. Už dříve hostoval také s českými hudebními tělesy, Českým národním symfonickým orchestrem, Symfonickým orchestrem hlavního města Prahy FOK, ve Státní opeře Praha nastudoval Verdiho Othella (2009), Massenetova Dona Quijota (2010) a operu Tři Pintové od Webera a Mahlera (2012). Janáčkovu filharmonii řídil jako host už při Novoročním koncertu 9. ledna 2014 a spolupracoval s ní již dříve.